# Ràtzia
Una ràtzia (de l'àrab algerià ḡāyzyah, ‘unitat de cavalleria militar’, que alhora prové de l'àrab غزوة, ḡazwa, ‘batalla’) és un atac ràpid i fet per sorpresa contra una base enemiga, sovint amb l'objectiu d'acaparar un botí. Practicades pels beduïns d'Aràbia en temps de Mahoma, la finalitat principal d'aquestes expedicions militars era el saqueig i agafar tresors i persones que en alguns casos podien ésser retornades a canvi d'un rescat.

## Ràtzies en l'islam
Durant el període de formació de l'islam com a nova religió, Mahoma i els seus partidaris van recórrer sovint a aquesta tècnica (vegeu campanyes de Mahoma). També hi hagué ràtzies especialment al llarg de l'època carolíngia i durant la dominació àrab de la península Ibèrica.

### Ràtzies a l'Àndalus
El moment àlgid de les ràtzies a l'Àndalus foren les expedicions militars que es feien normalment a l'estiu. En aquests casos específics rebien el nom d'asseifes (de l'àrab al-sa'ifa, ‘estiuenca’, derivat de l'àrab صَيْف, ṣayf, ‘estiu’). El botí i els esclaus cristians que acumulaven ajudaven el tresor del califat de Còrdova i permetien apaivagar les seves tensions internes projectant-se vers l'exterior. Una de les ràtzies més importants a Catalunya fou la d'Almansor, que l'any 985 saquejà la ciutat de Barcelona. Al-Mansur va ser especialment temut als regnes del nord amb les més de cinquanta campanyes que va dur a terme entre el 977 i el 1002. Les grans expedicions s'acabaren vers l'any 1008 amb la mort d'Abd-al-Màlik al-Mudhàffar.